# أينو باش
أينو باش (بالإستونية: Aino Bach) هي فنانة إستونية، ولدت في 14 ديسمبر 1901 في Koeru ‏ في إستونيا، وتوفيت في 6 أغسطس 1980 في تالين في إستونيا.